# 무동초등학교
무동초등학교는 대한민국 경상남도 창원시 의창구에 있는 초등학교다.

## 학교 연혁
- 2014.05.01 무동초등학교로 개교(7학급)
- 2014.05.01 초대 전광희 교장 취임
- 2015.02.17 제1회 졸업(총 9명)
- 2015.03.02 11학급 편성
- 2015.04.13 신축 학사 이전(18학급 편성)